# 陈立群 (教育家)
陈立群，中华人民共和国政治人物、全国脱贫攻坚先进个人。

## 生平
陈立群任台江县民族中学终身名誉校长、原校长。因在脱贫攻坚战中作出突出贡献，2021年2月25日全国脱贫攻坚总结表彰大会上，陈立群被授予“全国脱贫攻坚先进个人”。